# A+A

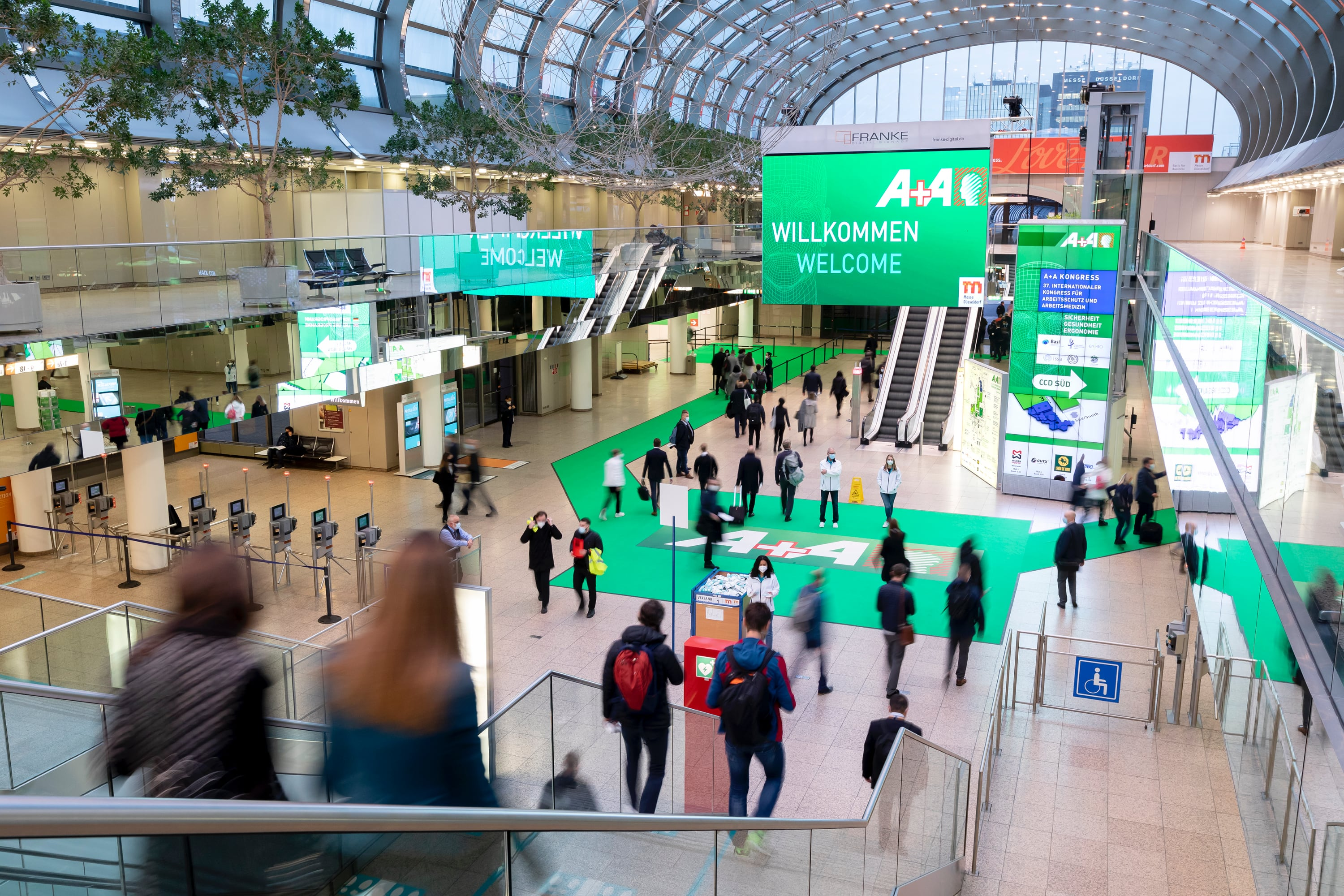
A+A in Düsseldorf (2021)

Die A+A ist eine internationale Fachmesse für Arbeitsschutz und Arbeitsmedizin, die alle zwei Jahre in Düsseldorf veranstaltet wird. Sie wurde 1954 gegründet und umfasst verschiedene Fachforen, Seminare und Live-Demonstrationen und verleiht den Deutschen Arbeitsschutzpreis. Ableger der A+A existieren in China, der Türkei und Singapur.

## Geschichte
Die A+A wurde 1954 in Düsseldorf gegründet und widmete sich anfänglich den Themen Arbeitsschutz und Arbeitsmedizin. Sie entwickelte sich zu einer Plattform für den Austausch von Wissen und Innovationen in diesen Bereichen, organisiert durch die Messe Düsseldorf.
Ab den 1960er Jahren zog die A+A vermehrt internationale Aussteller und Besucher an, gefördert durch Marketingstrategien und Partnerschaften. In den 1970er Jahren stieg die Beteiligung von Teilnehmern aus Übersee, insbesondere aus den USA und Asien, was zu einer stärkeren internationalen Ausrichtung und Themenvielfalt führte.
In den 1980er Jahren wurde das Messeprofil angepasst, um den sich verändernden Anforderungen der Arbeitswelt zu entsprechen. Themen wie Ergonomie, betriebliche Gesundheitsförderung und technologische Entwicklungen im Arbeitsschutz rückten stärker in den Fokus. Ergänzt wurde das Programm durch Fachvorträge und Diskussionsrunden, die aktuelle Trends aufgriffen.
Bis 2019 wurde im Rahmen der A+A der Deutsche Arbeitsschutzpreis verliehen, der in verschiedenen Kategorien herausragende Projekte und innovative Lösungen im Bereich Arbeitsschutz würdigte.

### Aktuelle Entwicklungen
Seit 2021 integriert die A+A hybride Formate, die physische und digitale Elemente verbinden und so eine breitere Teilnahme ermöglichen. 2023 nahmen mehr als 2.200 Aussteller und rund 62.000 Fachbesucher aus 140 Ländern teil, wobei Themen wie Digitalisierung und Nachhaltigkeit im Vordergrund standen.

## Konzept

### Themen und Schwerpunkte
Die A+A thematisiert Arbeitssicherheit, betriebliche Gesundheitsförderung und ergonomische Arbeitsplatzgestaltung. Sie fokussiert auf die Digitalisierung der Arbeitswelt und nachhaltige Lösungen im Arbeitsschutz.

### Aussteller und Besucher
Mit über 2.200 Ausstellern und zehntausenden Fachbesuchern zählt die A+A zu den größeren Messen ihrer Art weltweit. Sie zieht ein internationales Publikum an, darunter viele Entscheidungsträger aus den Bereichen Sicherheit, Gesundheit und Arbeitsmanagement.

### Kongress und Foren
Parallel zur A+A-Messe findet der internationale A+A Kongress statt, organisiert von der Bundesarbeitsgemeinschaft für Sicherheit und Gesundheit bei der Arbeit (Basi). Hier werden nationale und globale Themen des Arbeitsschutzes besprochen. Zusätzlich zur Messe und zum Kongress bietet die A+A Fachforen, Seminare und Live-Demonstrationen, die das Ausstellungsangebot ergänzen und tiefergehende Einblicke ermöglichen.
Fachforen wie das A+A Trend Forum und die WearRAcon Europe beleuchten Themen wie Exoskelette, Digitalisierung und nachhaltige Arbeitspraktiken und bieten Raum für den Austausch von Wissen und Erfahrungen.

### Weiteres Portfolio
Neben der A+A in Düsseldorf veranstaltet die Messe Düsseldorf internationale Fachmessen wie die CIOSH in Shanghai, die TOS+H Expo in Istanbul und die OS+H Asia in Singapur.